# Carl-Axel Malmberg
Carl-Axel Malmberg, född den 7 september 1910 i Malmö, död den 31 december 2006 i Jonstorps församling, var en svensk präst.
Malmberg avlade teologie kandidatexamen 1935 och prästvigdes samma år. Han var assisterande sjömanspastor i Danzig och Gdynia 1936, vice pastor i Brunnby 1937–1938, assisterande sjömanspastor i London 1939 samt sjömanspastor i Antwerpen 1939–1950 och samtidigt beskickningspredikant i Bryssel 1940–1950. Malmberg var ordförande i föreningen Svensk samling i Antwerpen 1939–1950. Han var kyrkoadjunkt i Karlskrona 1950–1957, amiralitetspredikant 1957–1961 och amiralitetspastor 1961–1975. Malmberg var ordförande i Kristliga Föreningen av Unga Män i Karlskrona 1953–1975. Han invaldes som ledamot av Örlogsmannasällskapet 1974. Malmberg blev ledamot av Nordstjärneorden 1973. Han vilar på Jonstorps kyrkogård.